# Parafia Ewangelicko-Reformowana w Zelowie
Parafia Ewangelicko-Reformowana w Zelowie – zbór ewangelicko-reformowany działający w Zelowie. W 2015 liczył ok. 500 członków.
Administratorem parafii jest pastor Tomasz Pieczko.

## Historia
Geneza zelowskiej parafii ewangelicko-reformowanej związana jest z prześladowaniem i emigracją Braci czeskich.
Umowę kupna majątku ziemskiego Zelów za 154 tysięcy złotych spisano 21 grudnia 1802 r. a od lutego następnego roku zaczęli przybywać pierwsi osadnicy wyznania Braci czeskich i już 20 czerwca 1803 r. wybrano Radę Parafii, której obiecano posłuszeństwo także w sprawach świeckich. Po upadku Księstwa Warszawskiego w 1815 r. parafia zelowska wraz z kilkoma zborami małopolskimi znalazła się pod jurysdykcją warszawskiego Konsystorza Kościoła Ewangelicko-Reformowanego. W tych latach zarząd parafii określał liczbę wiernych na około 700 osób. Przez pierwsze kilkanaście lat jej istnienia funkcję domu modlitwy spełniał budynek szkolny. Uroczyste otwarcie kościoła odbyło się 3 lipca 1825 r. Na przełomie XIX i XX wieku zbór liczył już 3000 osób.
W drugiej połowie XIX stulecia duża grupa parafian wyjechała w głąb Rosji, a w okresie międzywojennym przenoszono się na Wołyń. Po I wojnie światowej otworzyła się przed Czechami droga reemigracji do niepodległej ojczyzny. W 1922 r. skorzystało z niej jednak zaledwie kilkaset osób. Wielu Zelowian opuszczało osadę w poszukiwaniu lepszych warunków bytowych. Przyciągały ich przede wszystkim dynamicznie rozwijające się ośrodki tkackie – Łódź, a później – Żyrardów. Do dziś trwa proces migracji młodzieży zboru zelowskiego poszukującej nauki, pracy i mieszkania. Zelowianie zasilili tym również takie zbory jak: Łódź, Żyrardów, Warszawa, Katowice. Doprowadziło to również do utworzenia nowego zboru w Bełchatowie.
Do II wojny światowej życie parafii kwitło. Działały m.in. szkoły, sierociniec (ochronka), dom starców, służba diakonijna, charytatywna, kursy doskonalenia zawodowego, kilka orkiestr, zespoły wokalno-instrumentalne, chóry męskie, żeńskie i mieszane, teatr itp. Parafia założyła, zorganizowała i znacząco przyczyniła się do rozwoju Zelowa i całego regionu.
Przez całą swą blisko 200-letnią historię, aż do czasów współczesnych, mieszkańcy Zelowa nie zatracili świadomości odrębności swego pochodzenia i tradycji zarówno narodowościowej jak i obyczajowej. Bracia czescy, którzy osiedlili się w Zelowie, przynieśli ze sobą tradycje kultury materialnej – rękodzieła ludowego, charakterystycznego dla terenów pogranicza czesko-niemiecko-śląskiego. Do dzisiaj przetrwały przykłady budownictwa ludowego, które polscy i czescy specjaliści oceniają bardzo wysoko, jako specyficzny i wyjątkowy typ ginącej już architektury drewnianej. Tradycyjnym rzemiosłem zelowskim było tkactwo, które przez wiele dziesiątek lat było podstawowym, obok uprawy roli, źródłem dochodów mieszkańców Zelowa.

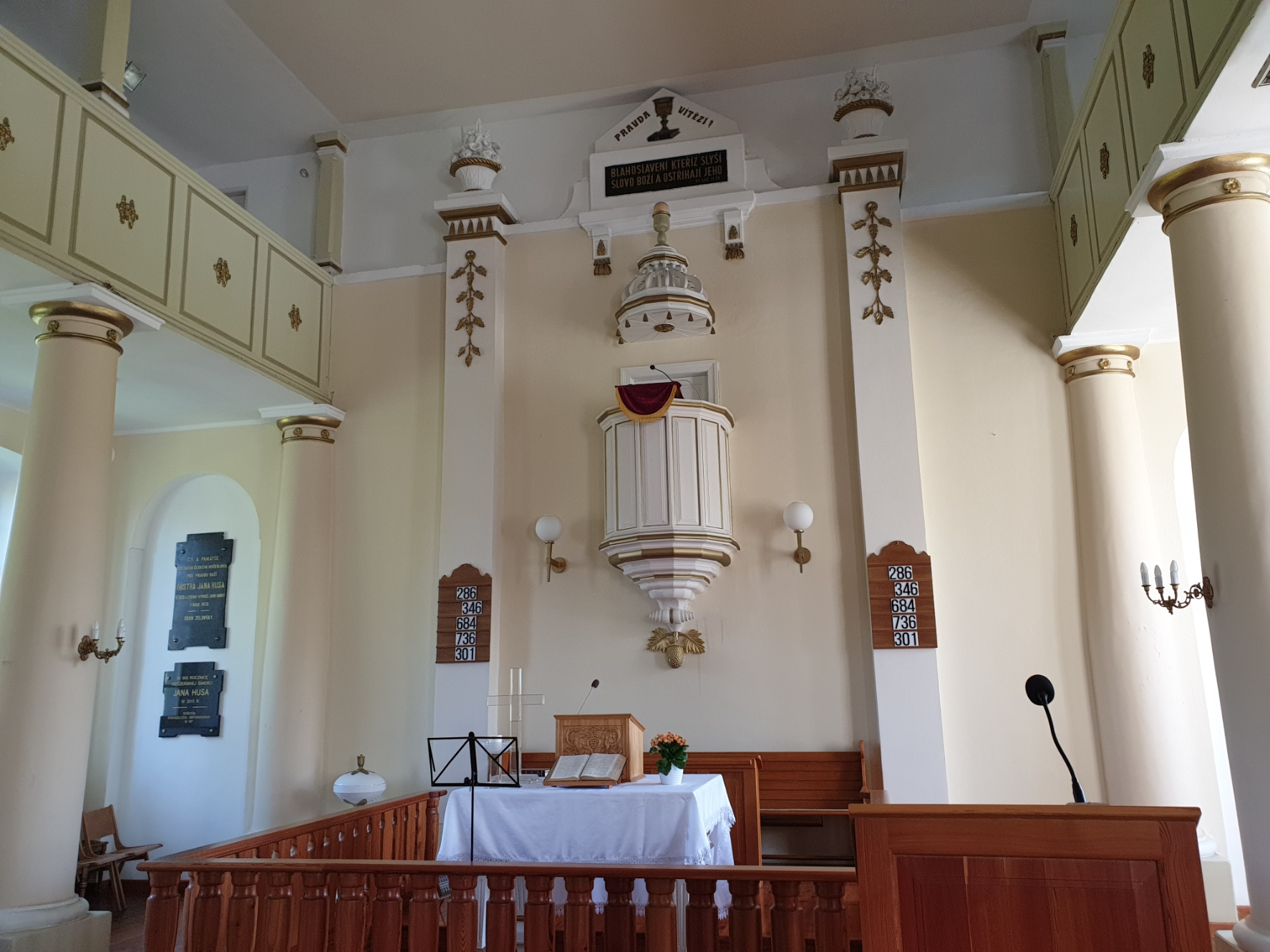
Kazalnica kościoła w Zelowie

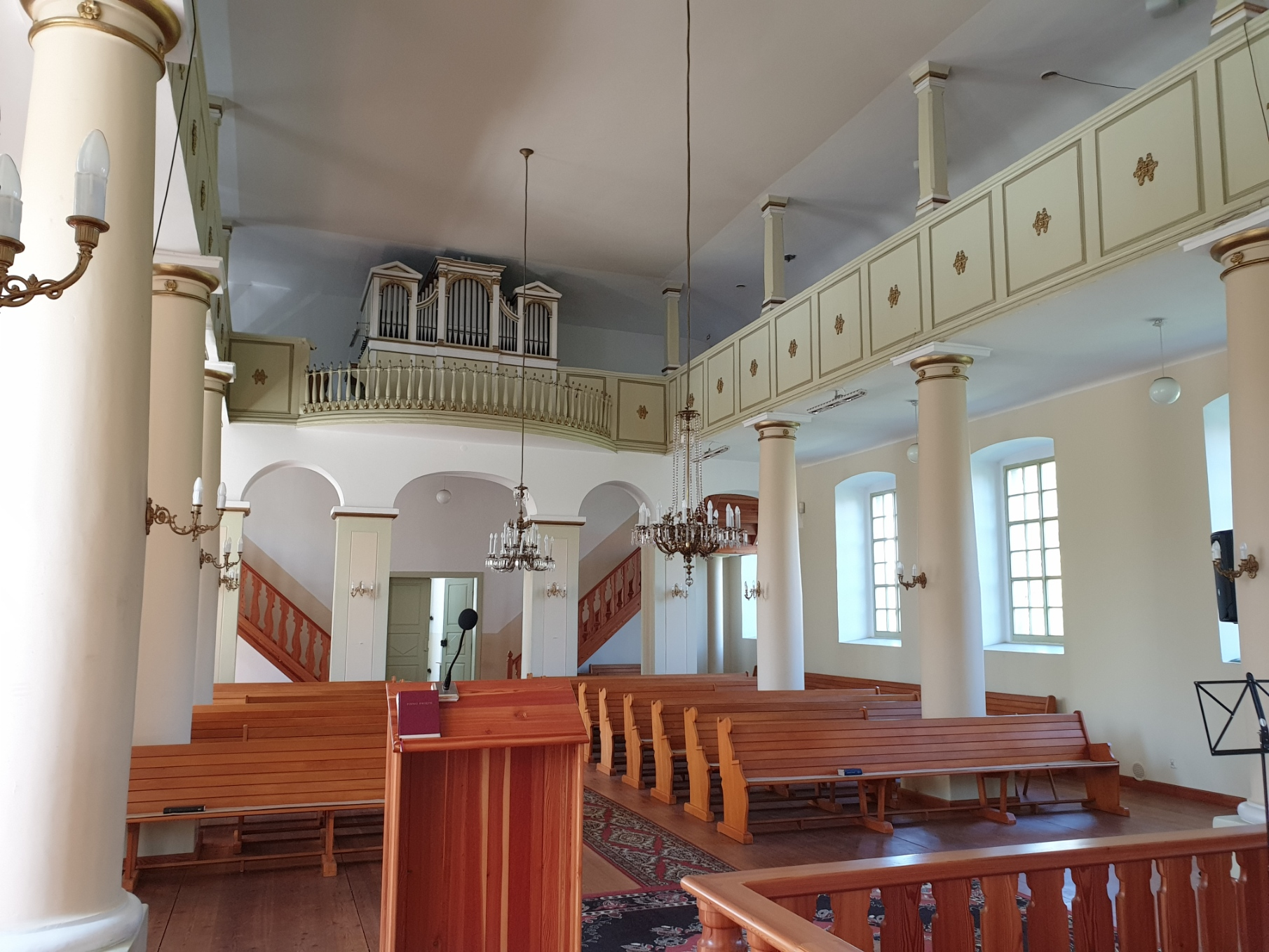
Wnętrze kościoła w Zelowie

Wojna i lata 1945–1948 zniszczyły piękno harmonijnego współżycia różnych środowisk narodowościowych i religijnych powodując ogromną emigrację członków parafii w różne strony świata. Po II wojnie światowej, między innymi ze względu na antagonizmy narodowościowe, wyznaniowe a w szczególności majątkowe, wyemigrowało w większości do Czechosłowacji aż 90% parafian, z których niewielka część po kilku latach uspokojenia – powróciła. Ci, którzy zostali, mieszkają w Zelowie do dziś i zachowują tradycje przodków.
Duszpasterzem owocnie pracującym w Zelowie w okresie 1952–1982 był ks. Zdzisław Tranda, obecny emerytowany biskup Kościoła.
Od 1982 do 31 sierpnia 2010 w parafii zelowskiej służyli Wiera i Mirosław Jelinkowie. 14 września 2003 Wiera Jelinek jako pierwsza kobieta w historii Kościoła Ewangelicko-Reformowanego w RP została ordynowana na księdza. Obecnie administratorem parafii jest ks. Tomasz Pieczko.

## Agendy parafii
- Przedszkole Edukacyjne im. Jana Amosa Komeńskiego w Zelowie
- Pozaszkolny Punkt Katechetyczny
- Muzeum w Zelowie – Ośrodek Dokumentacji Dziejów Braci Czeskich
- Międzynarodowe Centrum Spotkań "Dom Zborowy"
- Galeria Domu Zborowego
- Zelowskie Dzwonki – jedyny w Polsce zespół grający na dzwonach ręcznych, kierowany przez ks. Wierę Jelinek.
- Cmentarz ewangelicko-reformowany w Zelowie
- Tygodnie Ewangelizacyjne w Zelowie

## Duchowni parafii w Zelowie
- 1803–1808 – Jakub Bogumił Stetna, dojeżdżający z Grodźca
- 1808–1814 – Tomas Kovac, dojeżdżający z Taboru
- 1817–1819 – Jan Fabry
- 1819–1830 – Aleksander Teodor Głowacki, usunięty[4]
- 1831–1871 – Jan Teodor Mozes
- 1871 – Karol Henkel
- 1871–1887 – Hugo Teodor Sikora
- 1887–1890 – Adolf Szefer, dojeżdżający
- 1890 – Fryderyk Jelen, dojeżdżający
- 1895–1899 – Adolf Górawin Garszyński, usunięty[4]
- 1899–1901 – Fryderyk Jelen
- 1901–1908 – Stefan Skierski
- 1909 – Tomasz Kacper Tosio
- 1909–1919 – Bohumil Radechovsky, usunięty[4]
- 1919–1920 – Stefan Skierski, dojeżdżający
- 1921–1930 – Wilhelm Fibich
- 1930 – Ludwik Zaunar
- 1931–1934 – Aleksander Piasecki
- 1934–1935 – Jerzy Wacław Jelen, dojeżdżający z Warszawy
- 1935–1938 – Wilhelm Fibich, usunięty[4]
- 1938 – Ludwik Zaunar
- 1939 – Roman Mazierski, dojeżdżający
- 1939–1949 – Jarosław Niewieczerzał
- 1949–1950 – Władysław Paschalis-Ochedowski
- 1950 – Jan Niewieczerzał, dojeżdżający
- 1950–1952 – Władysław Paschalis, dojeżdżający
- 1952 – Zdzisław Tranda, student teologii, dojeżdżający
- 1952 – Bogdan Tranda, student teologii, dojeżdżający
- 1952–1979 – Zdzisław Tranda
- 1979–1982 – Zdzisław Tranda, dojeżdżający z Warszawy
- 1979–1982 – Mirosław Jelinek, student teologii
- 1982–2010 – Mirosław Jelinek
- (1982) 2003–2010 – Wiera Jelinek
- 2010–2013 – ks. Roman Lipiński
- od 2013 – Tomasz Pieczko, proboszcz
- od 2023 – Marta Borkowska, wikariusz

## Wybrani znani parafianie
- Jan Jelínek
- Waldemar Krygier